# 가미토바촌
가미토바촌(上鳥羽村)은 일본 교토부 기이군에 설치되었던 촌이다. 현재의 교토시 미나미구의 일부에 해당한다.